# Donald Swanson
Donald Sutherland Swanson, född 12 augusti 1848 i Newlands of Geise, Caithness, Skottland, död 24 november 1924 i New Malden, London, var en brittisk polis verksam inom Metropolitanpolisen under tiden för utredningarna av de ökända Jack Uppskäraren-morden. Han arbetade där med fallet tillsammans med poliserna Sir Melville Macnaghten och Sir Robert Anderson.
Swanson växte upp i Thurso i norra Skottland.